# Media24
Media24 is een Zuid-Afrikaans mediabedrijf dat zich bezighoudt met de gedrukte media van mediaconglomeraat Naspers. Media24 is een dochterbedrijf van Naspers en controleert het uitgeven en drukken van de kranten en tijdschriften van Naspers in Zuidelijk Afrika. Ook is Media24 verantwoordelijk voor de internetactiviteiten van de 24.com-websites.
Media24 is de grootste uitgever, drukker en distributeur van tijdschriften in Afrika, daarnaast is het bedrijf ook de grootste uitgeverij van Zuid-Afrikaanse kranten.
Media24 is dankzij haar dochterbedrijf Netwerk24 ook de grootste Afrikaanstalige nieuwsdistributeur. Bijna alle Afrikaanstalige dagbladen zijn in handen van het bedrijf.
Tot 2000 was Media24 een direct onderdeel van Naspers. In dat jaar werd Media24 een volwaardige dochter van dat bedrijf.
Media24 is actief in verschillende landen, waaronder Zuid-Afrika (thuisland), Namibië, Angola en Mozambique.

## Publicaties
Let op: Deze lijsten zijn mogelijk niet compleet!
| Tijdschriften van Media24 | Tijdschriften van Media24 |
| --- | ------------------------- |
| Afrikaans: - Huisgenoot (grootste tijdschrift van Zuid-Afrika) - Landbouweekblad - SA Jagter - Sarie - Weg! Engels - Drum - YOU - Finweek - Fair Lady - Woman's Value - True Love Magazine - True Love Babe - Maxpower - My Week - InStyle - Farming SA - Men's Health (Zuid-Afrikaanse uitgave) - Men's Health Living (Zuid-Afrikaanse uitgave) - FHM (Zuid-Afrikaanse uitgave) - Heat - Drive Out |                           |

| Kranten van Media24                                                                                            | Kranten van Media24 |
| --- | ------------------- |
| Afrikaans: - Beeld - Rapport - Die Burger - Die Son - Volksblad Engels: - City Press - Daily Sun - The Witness |                     |